# Gaibulus schubarti
Gaibulus schubarti – gatunek kosarza z podrzędu Laniatores i rodziny Stygnidae. Jedyny znany przedstawiciel monotypowego rodzaju Gaibulus, o nieustalonej przynależności do podrodziny.

## Występowanie
Gatunek wykazany z Brazylii.